# Hermsdorf/Spree
Hermsdorf/Spree, obersorbisch Hermanecyⓘ, ist ein Dorf im Süden der Gemeinde Lohsa. Durch den Ort fließt die Kleine Spree, ein Seitenarm der Spree. Hermsdorf zählt zum offiziellen sorbischen Siedlungsgebiet in der Oberlausitz.

## Geografie

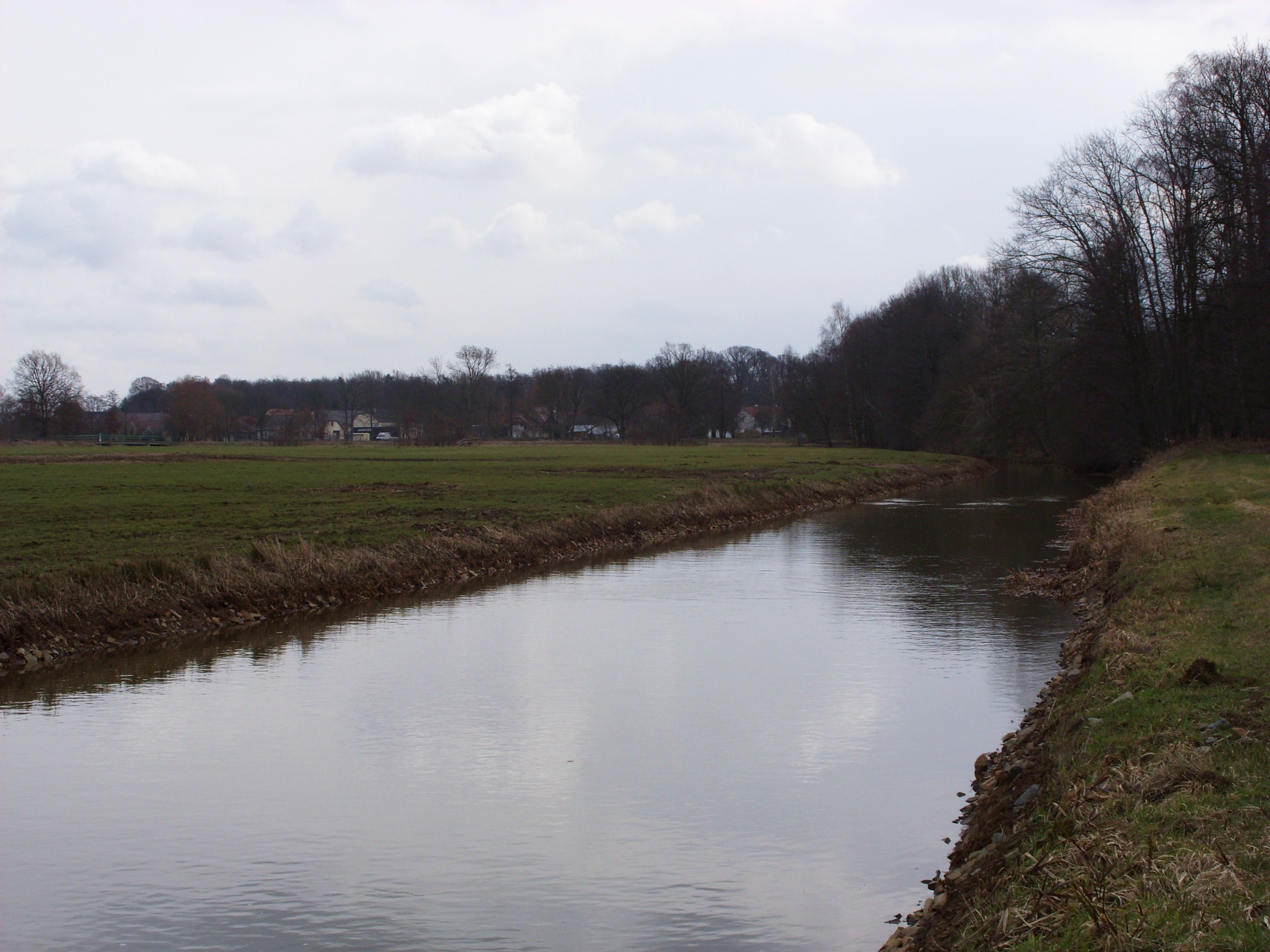
Die Kleine Spree bei Hermsdorf

Hermsdorf ist umgeben von großen zusammenhängenden Wäldern, darunter im Osten die Driewitz-Milkeler Heiden. Um den Ort herum befinden sich mehrere größere und kleinere Teiche, die fast alle zur Fischzucht genutzt werden. Der nächste Ort ist Weißig ungefähr einen Kilometer westlich, im Südosten befindet sich Lippitsch und im Süden Oppitz. Das Gemeindezentrum Lohsa ist neun Kilometer entfernt. Durch den Ort führt die Kreisstraße 9220.
Die Kleine Spree stellte ursprünglich den Hauptlauf des Flusses dar, bevor dieser vermutlich aus wirtschaftlichen Gründen über Uhyst geleitet wurde. Daher lautet der Namenszusatz für Hermsdorf schlicht an der Spree.

## Geschichte

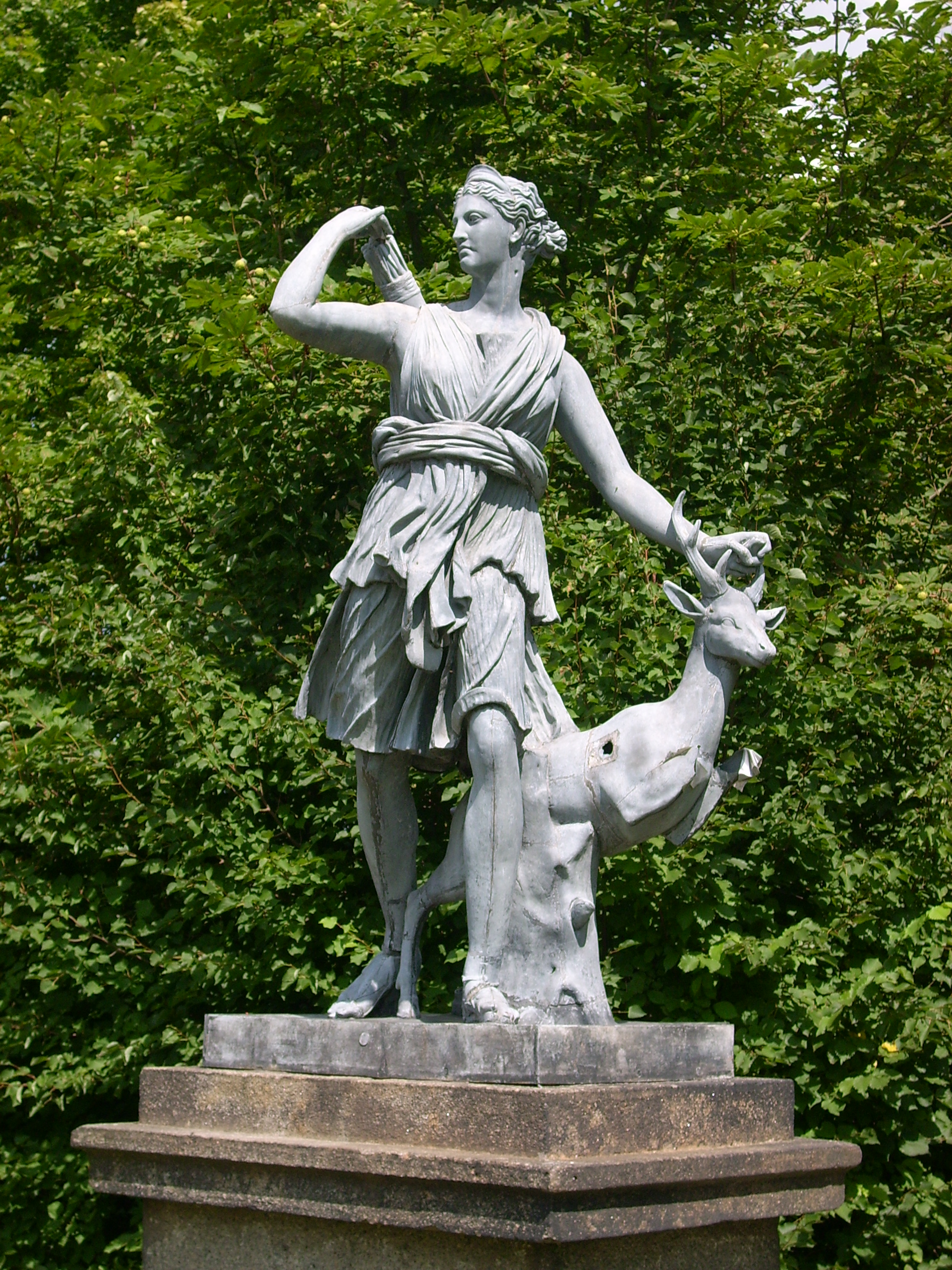
Die Statue der Diana, ein Wahrzeichen Hermsdorfs

Der Ort wurde erstmals 1419 als Hermanßdorff urkundlich erwähnt. Das genaue Alter des Ortes ist unbekannt; im benachbarten Lippitsch und Lohsa existieren allerdings Belege für eine Besiedlung der Region in der Bronzezeit. Aus dem Mittelalter ist ein Sühnekreuz erhalten geblieben. Für 1426 ist ein Herrensitz belegt und ab 1529 ein Rittergut, welches 1777 als Rittergut Hermsdorf erwähnt wird.
1813 gab es im Zuge der Befreiungskriege mit Napoleon ein Gefecht am Eichberg unweit des Ortes. Nach dem Wiener Kongress 1815 verlief die neue sächsisch-preußische Grenze etwa 800 Meter östlich des Ortes. Damit lag der Ort auf preußischem Staatsgebiet. Zahlreiche Grenzsteine aus dieser Zeit sind erhalten geblieben. Auch nach der Auflösung des Staates Preußen orientierten sich die zahlreichen Bezirks- und Landkreisgrenzen an diesem Verlauf.
Vom Zweiten Weltkrieg blieb der Ort nicht verschont. Daran erinnern die Gedenktafeln für die gefallenen Einwohner an der Kirche, wie auch die zahlreichen Stellungen in den umliegenden Wäldern. Nach dem Zweiten Weltkrieg kamen viele Flüchtlinge aus den ehemaligen Ostgebieten des Reiches nach Hermsdorf und änderten so die Bevölkerungsstruktur des sorbischen Ortes entscheidend. Heute wird im Alltag kaum noch Sorbisch gesprochen. 1979 wurde das Hermsdorfer Schloss – damals stark einsturzgefährdet – gesprengt. Lediglich die erhalten gebliebene Statue der Jagdgöttin Diana, eine Kopie der „Diana von Versailles“ im Pariser Louvre, erinnert noch daran.
Mit dem Zusammenschluss von Litschen, Steinitz, Weißkollm, Lohsa und Hermsdorf/Spree wurde die neue Gemeinde Lohsa am 1. Januar 1994 gebildet.

## Bevölkerung und Sprache
| Jahr  | Einwohner |
| ----- | --------- |
| 1825¹ | 195       |
| 1871  | 284       |
| 1885  | 280       |
| 1905  | 201       |
| 1925  | 248       |
| 1939  | 331       |
| 1946  | 296       |
| 1950  | 517       |
| 1964  | 410       |
| 1990  | 317       |
| 2007  | 216       |
| 2009  | 206       |

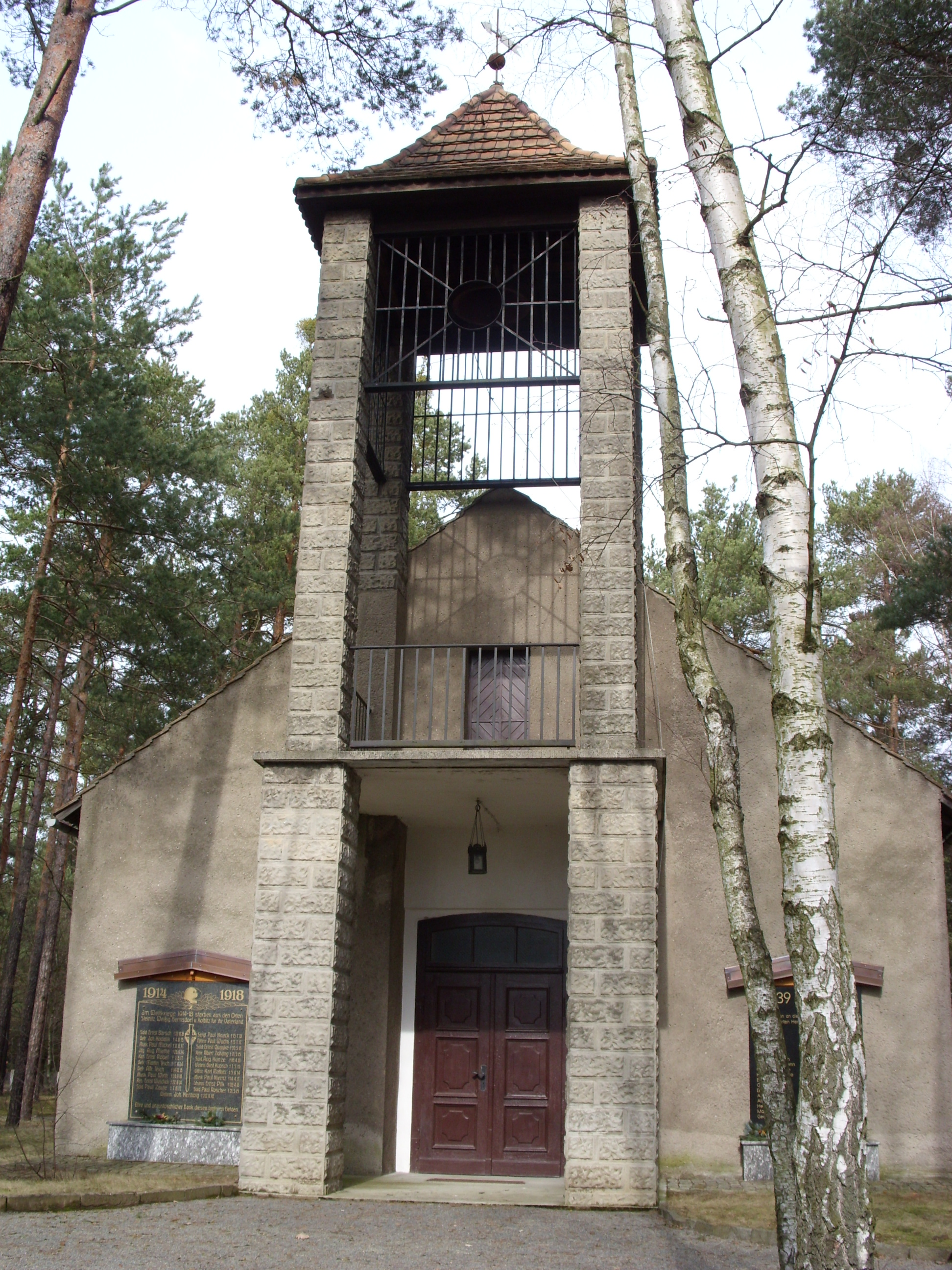
Die Hermsdorfer Friedhofskapelle

Für seine Statistik über die sorbische Bevölkerung in der Oberlausitz ermittelte Arnošt Muka in den achtziger Jahren des 19. Jahrhunderts eine Bevölkerungszahl von 280 Einwohnern; darunter waren 279 Sorben und ein Deutscher. Seither ist die Zahl der Sorbisch-Sprecher in Hermsdorf wie überall im evangelischen Teil des Siedlungsgebietes stark zurückgegangen. Ein Grund dafür war auch der starke Zuzug von deutschsprachigen Flüchtlingen nach 1945, die mehr als ein Drittel der Bevölkerung stellten. So lag der Anteil der sorbischsprachigen Bevölkerung in der Gemeinde laut Ernst Tschernik im Jahr 1956 nur noch bei 52,2 % der Bevölkerung.
Die gläubige Bevölkerung ist traditionell evangelisch-lutherisch. Hermsdorf ist seit dem 16. Jahrhundert nach Königswartha gepfarrt. Von 1815 bis 1871 befand sich daher die Pfarrkirche des Ortes im Ausland.

## Ortsnamensformen

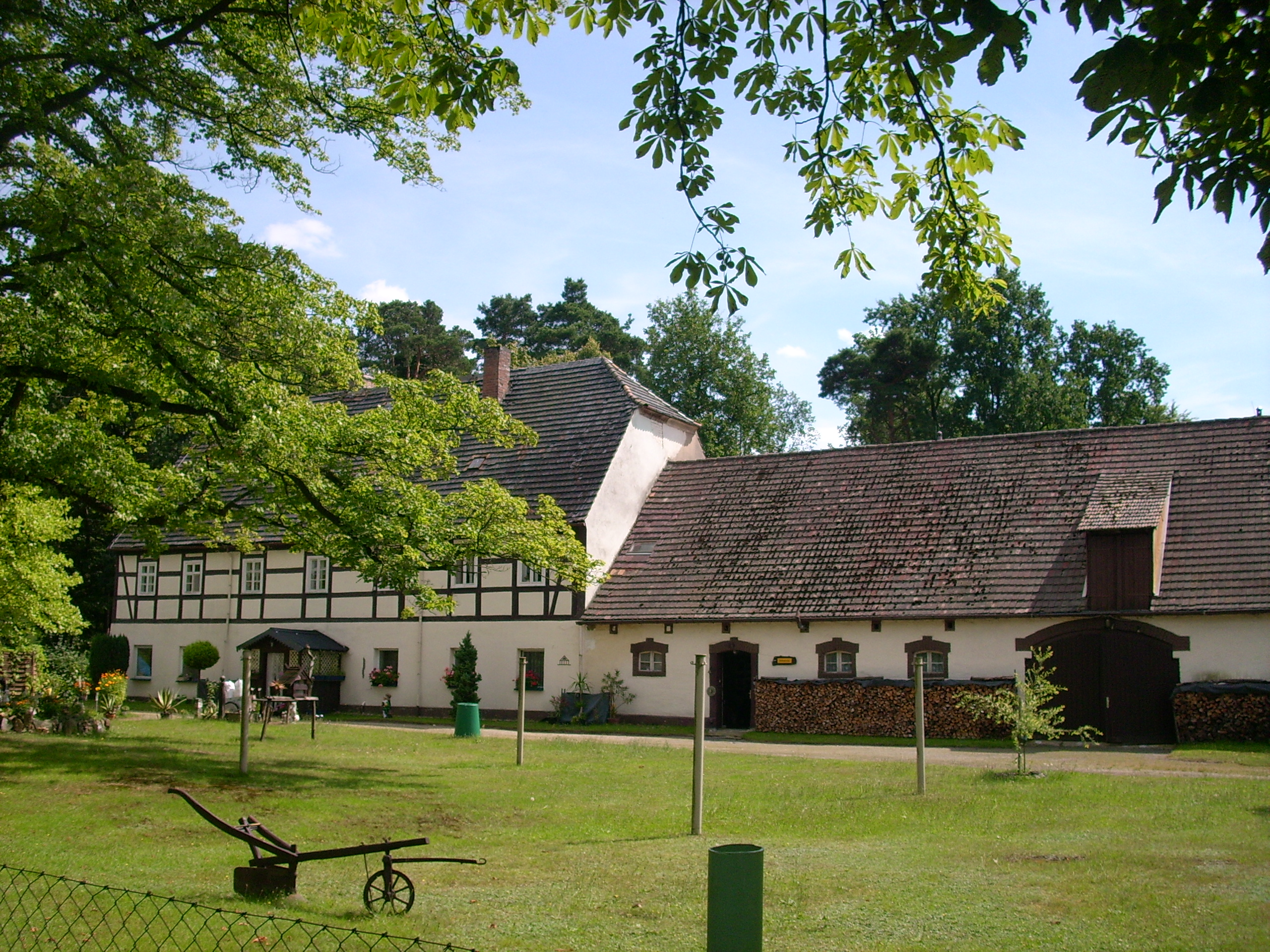
Gehöft am Kastanienweg in Hermsdorf

| Jahr | Ortsnamenform              |
| ---- | -------------------------- |
| 1419 | Hermanßdorff               |
| 1506 | Hermannsdorff, Hermeßdorff |
| 1542 | Hermesdorff, Hermßdorff    |
| 1658 | Hermßdorff                 |
| 1768 | Hermßdorf bey Milckel      |